# Guy de Ivrea
Guy (sau Guido) (n. 940 – d. 25 iunie 965) a fost margraf de Ivrea de la 950 până la moarte.
Guy era fiul regelui Berengar al II-lea de Italia. Mama sa era Willa de Toscana, fratele mai mare era Adalbert al II-lea, co-rege alături de tatăl lor, iar frate mai mic îi era Conrad.
În anul 950, tatăl său l-a numit să conducă în margrafatul familiei din Ivrea. În 959, Guy a oferit adăpost dogelui exilat de la Veneția, Pietro al III-lea Candiano. Guy l-a înfățișat pe doge tatălui său, iar regele și apoi doi oameni de încredere ai săi au condus o expediție împotriva ducelui Theobald al II-lea de Spoleto. Expediția s-a încheiat cu capturarea atât a Spoleto cât și a Camerino.
În 962, atunci cînd Adalbert a revenit din exilul din Corsica pentru a încerca să revendice drepturile sale la tron, Guy și Conrad i s-au alăturat, asediind împreună Pavia, capitala Italiei. Cei trei frați s-au retras apoi îndărătul fortărețelor din jurul lacurilor Como și Garda. Pământurile lui Guy au fost confiscate de către împăratul Otto I "cel Mare" și acordate episcopului Guy de Modena. În 965, în timp ce asalta o armată a ducelui Burchard al III-lea de Suabia, Guy a căzut ucis în confruntarea din valea Padului, în vreme ce fratele său, Adalbert a reușit să fugă în Franța.